# Голи живот (ТВ емисија)
Голи живот је српска ток-шоу телевизијска емисија која се од 18. јула 2012. емитује на Хепи телевизији. Емисију води Миломир Марић који интервјуише људе као што су политичари, криминалци, као и службеници Југославије.